# Червоний стяг (спортивне товариство)
Спортивне товариство «Червоний стяг» (біл. Спартыўнае таварыства «Чырвоны сцяг») — республіканське профспілкове добровільне спортивне товариство Білоруської РСР, створене 1957 року.
Станом на 1960 рік у складі товариства «Червоний стяг» було 1015 колективів фізичної культури, що об'єднували майже 190 тисяч осіб. За 1959 рік товариство підготувало 24 майстрів спорту.
У 1960-х роках до товариства належали футбольні клуби, тепер відомі як «Вітебськ» і «Ліда».
Станом на 1972 рік «Червоний стяг» об'єднував 177,2 тисячі фізкультурників (з усіх 2028,4 тис. фізкультурників республіки).